# تومي ميلر (لاعب كرة قدم)
تومي ميلر (بالإنجليزية: Tommy Millar)‏ (3 ديسمبر 1938 بإدنبرة في المملكة المتحدة - 1 يناير 2001) هو لاعب كرة قدم بريطاني في مركز الظهير. لعب مع دندي يونايتد وكولتشستر يونايتد وهاميلتون أكاديميكال ودالاس تورنايدو وبيرويك راينجرز ونادي كاودينبيث لكرة القدم.

## وصلات خارجية
- تومي ميلر على موقع عالم كرة القدم.نت (الإنجليزية)